# 两次世界大战受害者纪念碑
两次世界大战受害者纪念碑（Pomník obětem 1. a 2. světové války）原名Pieta，是一尊青铜具象雕塑，矗立在捷克卡罗维发利的巴甫洛夫街（ulice I. P. Pavlova），热温泉酒店（Hotel Thermal）泰普拉河畔的空地上。纪念碑立于2000年，该作品的作者是当地雕塑家扬·科特克（Jan Kotek）。该作品创作于1998年，2000年5月8日安装并隆重揭幕。
纪念碑的石头基座略微倾斜，上有一段碑文。。